# Cathariostachys madagascariensis
Il bambù gigante (Cathariostachys madagascariensis S.Dransf., 1998) è una pianta della tribù delle Bambuseae, endemica del Madagascar, ove è conosciuta con il nome comune volohosy.

## Distribuzione e habitat
Cresce nelle aree di foresta pluviale del Madagascar centro-orientale, ad un'altitudine tra 500 e 1500 m s.l.m. Il suo areale si estende da Andasibe a nord sino a Ranomafana a sud.

## Ecologia
È la principale fonte di nutrimento di tre specie di lemuri: Hapalemur aureus, Hapalemur griseus e Prolemur simus.